# ال‌جی‌ام-۱۱۸ پیسکیپر
موشک ال جی ام-۱۱۸ پیسکیپر (حافظ صلح) (LGM-118 Peacekeeper) که با نام MX missile نیز شناخته می‌شود، یک موشک بالستیک قاره‌پیما می‌باشد که ساخت و توسعه آن از سال ۱۹۸۶ میلادی توسط ایالات متحده آمریکا آغاز شده‌است. پیسکیپر موشکی با قابلیت هدف‌گیری مستقل چندگانه است. این موشک می‌تواند تا تعداد ۱۰ عدد موشک واردشونده در جو را حمل نماید، که هرکدام با یک کلاهک موشکی ۳۰۰ کیلوتنی W۸۷/ام کا-۲۱ آر وی اس (MK-21 RVs) (نزدیک به ۲۰ برابر قدرت بمبی که در طول جنگ جهانی دوم روی هیروشیما انداخته شد) مجهز شده‌است.
نزدیک به ۵۰ عدد از این موشک پس از یک دوره توسعه طولانی و پرزحمت ساخته شد که در حال حاضر غیرفعال شده‌اند.
بر اساس پیمان استارت ۲ (پیمان استارت: پیمان کاهش تسلیحات استراتژیک) که هیچ‌گاه با قدرت به اجرا در نیامد، موشک‌ها می‌بایست تا سال ۲۰۰۵ میلادی از زرادخانه هسته ای ایالات متحده آمریکا پاک سازی می‌شدند، موشک ال‌جی‌ام-۳۰ مینیتمن به عنوان تنها نوع موشک‌های بالستیک قاره‌پیمای زمین به زمین ایالات متحده بر اساس این پیمان از زرادخانه هسته ای آمریکا خارج شده‌است.

با وجود پایان یافتن و منتفی شدن پیمان استارت ۲، آخرین موشک ال‌جی‌ام-۱۱۸ پیسکیپر (نه کلاهک‌های موشکی آن) در تاریخ ۱۹ سپتامبر ۲۰۰۵ از خدمت خارج شد. برنامه کنونی تعویض ۵۰۰ عدد از کلاهک‌های موشکی W۸۷/ام کا-۲۱ از خدمت خارج شده پیسکیپرها به به مینیتمن ۳ می‌باشد.
از جمله دلایل گفته شده برای از خدمت خارج کردن موشک‌های بالستیک قاره‌پیمای پیسکیپر، عدم دستیابی به اهداف برنامه بوده‌است.
راه اندازی شرکت خصوصی اربیتال ساینسس کورپوریشن (Orbital Sciences Corporation) سیستم پرتاب موشک Minotaur IV (سیستم پرتاب موشک غیرنظامی چهار مرحله ای) را توسعه داد.

## توسعه و استقرار
مینیتمن

ساخت و گسترش موشک بالستیک قاره‌پیمای مینیتمن در سال ۱۹۶۲ آغاز گردید و به‌طور مرتب ادامه یافت. محدوده دقت احتمال خطای دایره ای (CEP) آن ۰٫۶ تا ۰٫۸ مایل دریایی می‌باشد و قابلیت حمل یک کلاهک موشکی به وزن کمتر از ۱ مگاتون را دارد این بدان معنی است که موشک نمی‌تواند به اهداف سخت مانند سیلوهای موشکی حمله کند.
این ویژگی در مدل‌های اولیه برای حمله به اهداف راهبردی مانند شهرها و فرودگاه‌ها محدودیت ایجاد کرد و سیستم به عنوان یک سلاح واکنش سریع (Counterforce) توانایی کمی داشت یا حتی فاقد توانایی یک سلاح واکنش سریع بود.
در چنین شرایطی این امکان وجود داشت که اتحاد جماهیر شوروی نختستین حمله خود را با تعداد محدودی کلاهک موشکی به ناوگان موشک‌های بالستیک قاره‌پیمای ایالات متحده انجام دهد و بدین ترتیب آمریکا را بدون هیچ موشکی که قادر به حمله به ناوگان موشکی باقی‌مانده آن‌ها باشد باقی می‌گذاشت. این برای آمریکا مشوقی بود تا جهشی سریع برای اطمینان یافتن از آسیب‌پذیر نبودن موشک‌هایش بر روی زمین پیدا کند. اما با این عنوان در درجه اول شهرها مورد هدف قرار می‌گرفتند، این نیازمند یک تمرین حمله نظامی در مقابل یک حمله غیرنظامی بود، چیزی که سیاستمداران به عنوان یک مشکل جدی در نظر گرفتند.

در آوریل ۱۹۶۴ ایالات متحده تعداد بیشتری موشک بالستیک قاره‌پیما (موشک بالستیک قاره‌پیما) نسبت به بمب افکن‌های راهبردی در اختیار داشت، که این نگرانی را افزایش می‌داد.

ادامه کار روی مینیتمن منجر به تولید مینیتمن ۲ در ۱۹۶۲ گردید، مینیتمن ۲ شامل دو پیشرفت کلیدی بود.
سیستم ناوبری اینرسیایی جدید ان اس-۱۷ (NS-17) احتمال خطای دایره ای را به ۰٫۳۴ مایل دریایی بهبود داد، و این کافی بود تا موشک بتواند اهداف سخت را مورد اصابت قرار دهد. به همان اندازه مهم، سیستم هدایت گنجایش هشت هدف از پیش انتخاب شده را فراهم ساخت. این موضوع به سیستم اجازه می‌داد تا نخستین حمله را تحمل کند و به سمت موشک‌های باقی‌مانده دشمن نشانه‌گیری کرده و شلیک کند. در برابر یک حمله محدود، همه موشک‌های اتحاد جماهیر شوروی در یک زمان شناسایی و هدف‌گیری می‌شد، این یک مزیت عمده راهبردی برای ایالات متحده بود. با این وجود مشکل حمله تمام عیار به ناوگان موشک‌های بالستیک قاره‌پیمای ایالات متحده که ممکن بود با پیشرفت اتحاد جماهیر شوروی صورت بگیرد حل شد. وجود نیروی موشک‌های بالستیک قاره‌پیما، بحرانی برای تسلیحات استراتژیک بود و نیروی هوایی آمریکا به‌طور فزاینده ای علاقه‌مند به راه‌های جدیدی برای ایمن نگه داشتن موشک‌هایش از چنین حمله ای شد.

فلش طلایی
نیروی هوایی ایالات متحده آمریکا در روزهای نخست توسعه نیروی موشک‌های بالستیک قاره‌پیمای خود به پایه مهندسی شرکت تی آر دبلیو (TRW) وابسته بود، در ۱۹۶۰ تعدادی از مهندسان شرکت تی آر دبلیو و دیگر مهندسان در برنامه موشک‌های بالستیک قاره‌پیما بر اساس فرم شرکت آئرو اسپیس کورپوریشن (Aerospace Corporation) درگیر شدند، آن‌ها در ابتدا بر روی پروژه مرکوری اسپسیس کرافت (Mercury spacecraft)، ایکس-۱۰ دایناسور (X-20 Dynasoar) و دیگر پروژه‌های موشک‌های بالستیک قاره‌پیما کار می‌کردند، در سال ۱۹۶۴ نیروی هوایی از آن‌ها خواست تا طیف گسترده‌ای از راه حل‌های موشک‌های بالستیک قاره‌پیمای مستحکم، تحت نام گلدن آرو (Golden Arrow) را مورد بررسی قرار دهند.
این پروژه تسلیحات موشکی جاده ای، ریلی، زیردریایی و هوایی را شامل می‌شد، یکی از این موشک‌های پیشنهاد شده یک سیستم موشک بالستیک هوا به زمین به نام گلدن آرو (فلش طلایی) بود. نام پیشنهاد شده برای یک هواپیمای عظیم (در آن روزها) با موتور توربوپراپ که قادر بود هشت موشک را به مدت دو روز حمل نماید، موشک‌هایی که از پشت رها شده، سپس با یک چتر فرود به حالت عمودی درآمده و شلیک می‌شوند، به عنوان بخشی از تحقیق، شرکت آئرو اسپیس همچنین ترکیبی از یک موشک و پرتاب‌کننده را ارائه کرد که به اندازه ای کوچک بود که می‌شد دو تای آن‌ها را در هواپیمای موجود سی-۱۴۱ استارلیفتر (C-141 Starlifter) حمل کرد که می‌توانست تقریباً در هر فرودگاهی بنشیند، مجهز شده و پرواز کند، و این موضوع در زمان بحران‌های شدید بایست در فرودگاه‌های همه‌جانبه آمریکا گسترش می‌یافت.

در پایان، آن‌ها همچنین موشک‌های متعارفی را در سیلوهای فوق سخت معرفی نمودند که در سمت جنوبی کوه‌ها در خاک قرار می‌گرفت، در نتیجه زمانی که موشک‌های دشمن از سمت شمال نزدیک می‌شدند در سمت شمال کوه‌ها منفجر می‌شدند و دیگر قادر به ضربه زدن به سیلوهای واقع در قسمت جنوبی نبودند، جای گذاری درست موج انفجار را در فاصله ۵٫۰۰۰ فوتی از سیلوها نگه می‌داشت.